# Ягур'ях
Ягур'я́х (рос. Ягурьях) — присілок у складі Ханти-Мансійського району Ханти-Мансійського автономного округу Тюменської області, Росія. Входить до складу Луговського сільського поселення.
Населення — 213 осіб (2010, 180 у 2002).
Національний склад станом на 2002 рік: росіяни — 72 %.